# Hiroshi Fushida
Hiroshi Fushida (鮒子田寛?, Fushida Hiroshi; Kyoto, 10 marzo 1946) è un ex pilota automobilistico giapponese.
Iscritto con il team Maki al Gran Premio d'Olanda 1975, sebbene qualificato, non riuscì a disputare la gara a causa di problemi al motore.
Successivamente fallì la qualificazione al Gran Premio di Gran Bretagna.

## Risultati in Formula 1
| 1975 | Scuderia | Vettura |  |  |  |  |  |  |  |    |  |    |  |  |  |  |  | Punti | Pos. |
| ---- | -------- | ------- |  |  |  |  |  |  |  | -- |  | -- |  |  |  |  |  | ----- | ---- |
| 1975 | Maki     | F101C   |  |  |  |  |  |  |  | NP |  | NQ |  |  |  |  |  | 0     |      |

| Legenda | 1º posto     | 2º posto | 3º posto    | A punti         | Senza punti/Non class.  | Grassetto – Pole position Corsivo – Giro più veloce |
| Legenda | Squalificato | Ritirato | Non partito | Non qualificato | Solo prove/Terzo pilota | Grassetto – Pole position Corsivo – Giro più veloce |